# Dāreh Senjī
Dāreh Senjī (persiska: دارِه سِنجی) är en ort i Iran.   Den ligger i provinsen Västazarbaijan, i den nordvästra delen av landet, 600 km väster om huvudstaden Teheran. Dāreh Senjī ligger 1 597 meter över havet och antalet invånare är 108.
Terrängen runt Dāreh Senjī är huvudsakligen kuperad. Dāreh Senjī ligger nere i en dal som går i sydostlig-nordvästlig riktning. Runt Dāreh Senjī är det ganska tätbefolkat, med 185 invånare per kvadratkilometer. Närmaste större samhälle är Urmia, 15,8 km nordost om Dāreh Senjī. Trakten runt Dāreh Senjī består i huvudsak av gräsmarker.